# Seznam senatorjev šeste italijanske legislature
Seznam senatorjev 6. legislatura Republike Italije je urejen po političnih strankah.

## Krščanska demokracija
- Lucio Abis
- Achille Accili
- Alessandro Agrimi
- Pio Alessandrini
- Domenico Arcudi
- Elio Assirelli
- Gioacchino Attaguile
- Pierino Azimonti
- Mario Baldini
- Luigi Barbaro
- Vincenzo Barra
- Giuseppe Belotti
- Lucio Benaglia
- Paolo Berlanda
- Ermenegildo Bertola
- Giuseppe Maria Bettiol
- Nullo Biaggi
- Giorgio Bo
- Giovanni Boano
- Giacinto Bosco (konec mandata 18.7.1972)

Salvatore Sica (zamenjal 19.7.1972)
- Luigi Burtulo
- Gino Cacchioli
- Ettore Calvi
- Vincenzo Carollo
- Giuseppe Caron
- Luigi Carraro
- Giovanni Cassarino
- Gennaro Cassiani
- Onorio Cengarle
- Giuseppe Cerami
- Pietro Colella
- Arnaldo Colleselli
- Dionigi Coppo
- Mattia Coppola
- Mario Costa
- Wladimiro Curatolo
- Maria Pia Dal Canton
- Luigi Dalvit
- Giorgio De Giuseppe
- Onio Della Porta
- Alberto Del Nero
- Angelo De Luca (konec mandata 7.11.1975)

Pietro De Dominicis (zamenjal 13.11.1975)
- Fernando De Marzi
- Ubaldo De Ponti
- Francesco Deriu
- Fabiano De Zan
- Giuseppe Ermini
- Franca Falcucci
- Amintore Fanfani
- Furio Farabegoli
- Francesco Ferrari (konec mandata 4.8.1975)

Vitantonio Perrino (začetek mandata 25.9.1975)
- Mario Follieri
- Renzo Forma
- Giuseppe Fracassi
- Eugenio Gatto
- Domenico Gaudio
- Silvio Gava
- Luigi Genovese
- Giovanni Giraudo
- Guido Gonella
- Girolamo La Penna
- Giuseppe La Rosa
- Vincenzo Leggieri
- Giosuè Ligios
- Dino Limoni
- Emanuele Lisi
- Peppino Manente Comunale
- Giovanni Marcora
- Fermo Mino Martinazzoli
- Mario Martinelli
- Antonio Mazzarolli
- Giacomo Samuele Mazzoli
- Giuseppe Medici
- Francesco Merloni
- Alfredo Moneti
- Gustavo Montini
- Tommaso Morlino
- Antonino Murmura
- Luigi Noè
- Giorgio Oliva
- Giulio Orlando
- Arturo Pacini
- Pietro Pala
- Carlo Pastorino
- Antonio Pecoraro
- Guglielmo Pelizzo (konec mandata 6.10.1974)

Michele Martina (začetek mandata 7.11.1974)
- Giuseppe Pella
- Bonaventura Picardi
- Attilio Piccioni (konec mandata 10.3.1976)

Antonio Bonadies (začetek mandata 16.3.1976)
- Vittorio Pozzar
- Francesco Rebecchini
- Cristoforo Ricci
- Camillo Ripamonti
- Vito Rosa
- Luigi Candido Rosati
- Arcangelo Russo (konec mandatal'11.5.1975)

Antonino Rizzo (začetek mandata 15.5.1975)
- Luigi Russo
- Carmelo Francesco Salerno
- Remo Sammartino
- Mario Santi
- Giuseppe Santonastaso
- Adolfo Sarti
- Giovanni Battista Scaglia
- Decio Scardaccione
- Mario Scelba
- Alfredo Scipioni (konec mandata 18.9.1973)

Alessandro Niccoli (začetek mandata 25.9.1973)
- Remo Segnana
- Antonio Segni (konec mandata 1.12.1972)
- Ignazio Vincenzo Senese
- Nicola Signorello
- Francesco Smurra
- Giuseppe Spataro
- Ettore Spora
- Rodolfo Tambroni Armaroli
- Alfonso Tanga
- Alfonso Tesauro
- Romolo Tiberi
- Elio Tiriolo
- Giuseppe Togni
- Carlo Torelli
- Mario Toros
- Renato Treu
- Athos Valsecchi
- Franco Varaldo
- Giuseppe Vedovato
- Giovanni Venturi
- Vincenzo Vernaschi
- Raoul Zaccari
- Faustino Zugno (konec mandata 9.12.1975)

Leonello Zenti (začetek mandata 18.12.1975)

## Komunisti
- Angelo Abenante
- Gelasio Adamoli
- Emilio Maria Giuseppe Argiroffi
- Lidio Artioli
- Silvano Bacicchi
- Tullio Benedetti (konec mandata 19.11.1974)
- Flavio Luigi Bertone
- Aldo Bianchi
- Cleto Boldrini
- Rodolfo Pietro Bollini
- Domenico Borraccino
- Luigi Borsari
- Franco Calamandrei
- Michele Calia
- Nedo Canetti
- Carlo Cavalli
- Gerardo Chiaromonte
- Ivone Chinello
- Renato Cebrelli
- Nicolò Cipolla
- Arturo Raffaello Colombi
- Gustavo Corba
- Armando Cossutta
- Francesco Paolo D'Angelosante
- Nicola De Falco
- Franco Del Pace
- Salvatore Di Benedetto
- Fazio Fabbrini
- Mario Fabiani (konec mandata 13.2.1974)

Carlo Marselli (začetek mandata 21.2.1974)
- Carlo Fermariello
- Claudio Ferrucci
- Torquato Fusi
- Raffaele Gadaleta
- Giuseppe Garoli
- Pietro Germano
- Daverio Clementino Giovannetti
- Francesco Lugnano
- Antonino Maccarrone (konec mandata 31.10.1972)
- Italo Maderchi
- Olivio Mancini
- Cesare Marangoni
- Enzo Mingozzi
- Gaspare Papa
- Ugo Pecchioli
- Giuseppe Pellegrino
- Umile Francesco Peluso
- Generoso Petrella
- Ignazio Petrone
- Giorgio Piero Piovano
- Ignazio Pirastu
- Antonino Piscitello
- Ismer Piva
- Pasquale Poerio
- Raffaele Rossi
- Ada Valeria Ruhl Bonazzola
- Walter Sabadini
- Armando Scarpino (konec mandata 20.2.1976)

Luigi Tropeano (začetek mandata 2.3.1976)
- Pietro Secchia (konec mandata 7.7.1973)

Leopoldo Attilio Martino (začetek mandata 26.7.1973)
- Paolo Sema
- Evaristo Sgherri
- Pasquale Specchio
- Giovanni Battista Urbani
- Pietro Valenza
- Mario Venanzi
- Protogene Veronesi
- Carmen Paola Zanti Tondi
- Agostino Zavattini
- Angelo Ziccardi

## Socialisti
- Francesco Albertini
- Gaetano Arfé
- Luigi Arnone
- Tommaso Avezzano Comes
- Alessandro Bermani
- Luigi Bloise
- Domenico Buccini
- Edoardo Catellani
- Paolo Cavezzali
- Renato Colombo
- Achille Corona
- Aldo Cucinelli
- Salvatore De Matteis
- Giuseppe Ferralasco
- Francesco Fossa
- Giuseppe Grossi
- Bruno Lepre
- Eugenio Marotta
- Giacinto Minnocci
- Pietro Nenni
- Domenico Pittella
- Manlio Rossi Doria
- Domenico Segreto
- Silvano Signori
- Augusto Talamona
- Giuseppe Tortora
- Italo Viglianesi
- Agostino Viviani

## Italijansko socialno gibanje - nacionalna desnica
- Giovanni Artieri
- Giuseppe Basadonna
- Uberto Fulvio Bonino
- Antonio Capua (konec mandata 3.12.1974)
- Mario De Fazio
- Valerio De Sanctis
- Carmelo Dinaro
- Enrico Endrich
- Cristoforo Filetti
- Gaetano Fiorentino (konec mandata 17.2.1973)

Alberto Gattoni (začetek mandata 22.2.1973)
- Francesco Franco
- Giovanni Lanfrè
- Antonino La Russa
- Domenico Latanza
- Benedetto Majorana
- Franco Mariani
- Biagio Pecorino
- Giuseppe Pepe
- Giorgio Pisanò
- Pietro Pistolese
- Armando Plebe
- Fernando Tanucci Nannini
- Mario Tedeschi

## Demokratski socialisti
- Giuseppe Averardi (konec mandata 23.4.1975)

Carmelo Latino (začetek mandata 7.5.1975)
- Giuseppe Barbera
- Virginio Bertinelli (konec mandata 13.6.1973)

Carlo Porro (začetek mandata 26.6.1973)
- Luigi Buzio
- Silvio Cirielli
- Aniello Giuliano
- Giuseppe Saragat
- Franco Tedeschi

## Socialistična partija Italije unije proletariata
- Adelio Albarello
- Nicola Corretto
- Andrea Filippa
- Vincenzo Gatto
- Antonio Mari
- Modesto Gaetano Merzario
- Pietro Pinna
- Dante Rossi
- Dario Valori

## Liberalna stranka Italije
- Francesco Arena (konec mandata 6.6.1975)

Stefano Germanò (začetek mandata 18.6.1975)
- Umberto Bonaldi
- Cesare Merzagora
- Eugenio Montale

## Neodvisna levica
- Franco Antonicelli (konec mandata 6.11.1974)
- Lelio Basso
- Delio Bonazzi
- Giuseppe Branca
- Ludovico Corrao
- Tullia Romagnoli Carettoni
- Giuseppe Samonà

## Mešana skupina
- Giuseppe Fillietroz (PAV)
- Giovanni Gronchi
- Luigi Mazzei (PRI)
- Narciso Franco Patrini (PRI)
- Biagio Pinto (PRI)
- Giovanni Spadolini (PRI)
- Karl Zanon (SVP)